# Église Saint-Pierre de Dravegny
L'église Saint-Pierre est une église située à Dravegny, en France.

## Localisation
L'église est située sur la commune de Dravegny, dans le département de l'Aisne.

## Historique
Le monument est classé au titre des monuments historiques en 1920.